# 大馬紐克
大馬紐克（匈牙利語：Nagymányok）是匈牙利的城鎮，位於該國南部，与小马纽克相邻。，由托爾瑙州負責管轄，距離首府塞克薩德27公里，面積10.68平方公里，2011年人口2,276，其中約七成居民信奉天主教。